# Núi Geschriebenstein
Núi Geschriebenstein (tiếng Đức: [ɡəˈʃʁiːbm̩ˌʃtaɪ̯n] ⓘ), tên khác là Írott-kő (tiếng Hungary: [iːrotkøː]) là một ngọn núi, cao 884 mét (theo các nguồn của Cộng Hòa Áo) hoặc 883 mét (theo tài liệu của Hungary), nằm ở biên giới giữa hai quốc gia Áo và Hungary. Đây là ngọn núi cao nhất của dãy núi Kőszeg, ở phía tây Hungary (vùng đất Transdanubia) và là điểm cao nhất ở bang Burgenland (thuộc Cộng Hòa Áo). Điểm cao nhất của biên giới nằm ở phía Burgenland, với độ cao 879 m trên mực nước biển (AA).
Trước đây phía Hungary gọi núi này là Fenyőhegy và Szálkő. Sau rất nhiều lần thay đổi, tên hiện tại của dãy núi trong tiếng Hungary là Írottkő, trong tiếng Anh và tiếng Đức là Geschriebenstein. Ta có thể tạm dịch tên núi nghĩa là "đá viết" vì nguồn gốc của dãy núi là từ những viên đá có khắc chữ về các thành tựu của 2 gia đình quý tộc Batthyány và Esterházy. Ngoài ra, trên đỉnh núi, nằm ngay chính giữa biên giới 2 nước Áo và Hungary còn xây dựng một toàn tháp hình trụ, bằng đá vào năm 1913. Tòa tháp có vai trò quan trọng việc phân định biên giới giữa 2 quốc gia này.
Kể từ tháng 12 năm 2007, bằng việc ký kết Hiệp định Schengen về việc tự do đi lại giữa một số quốc gia ở Châu Âu, người dân hai nước có thể tự do đi lại qua biên giới Áo-Hung mà không cần thủ tục. Đây là một bước ngoặt nhằm phát triển mối quan hệ hợp tác giữa các quốc gia ở Châu Âu.
Các địa sanh gần dãy núi: ở Cộng Hòa Áo là thị trấn Rechnitz, thị trấn Lockenhaus. Ở Hungary là đô thị Velem và thị trấn Kőszeg.

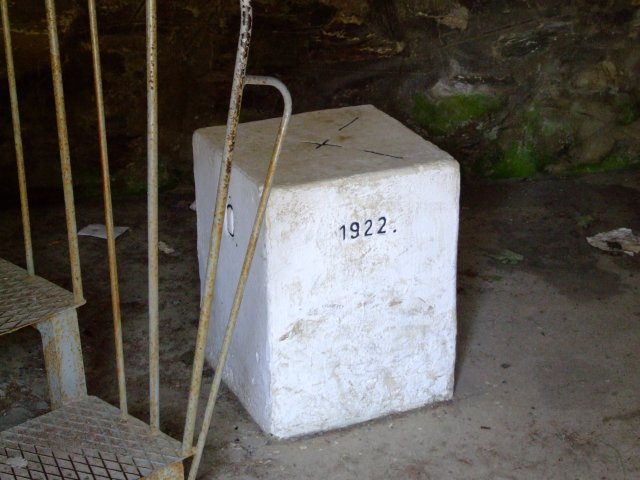
Mốc ranh giới đặt tháp quan sát. Mặt bên trái là Áo (ký hiệu là Ö cho Österreich), mặt bên phải là Hungary (ký hiệu là M cho Magyarország, hình này không nhìn thấy được)